# Winslow (Arizona)
Winslow település az Amerikai Egyesült Államok Arizona államában, Navajo megyében. Lakosainak száma 9005 fő (2020. április 1.).

## Közlekedés
A települést érinti az Amtrak egyik távolsági vasúti járata is, a Southwest Chief.

## Népesség
A település népességének változása:

| 2010 | 9 655 |
| 2020 | 9 005 |